# Вільногірський гірничо-металургійний комбінат
Вільногірський гірничо-металургійний комбінат (попередня назва — Верхньодніпровський державний гірничо-металургійний комбінат) — гірничо-збагачувальне і металургійне підприємство в Україні, працює на базі Малишівського (Самотканського) розсипного родовища ільменіт-рутил-цирконових пісків (Дніпропетровська область), відкритого в 1954 р. Філія «Об'єднаної гірничо-хімічної компанії».

## Фото

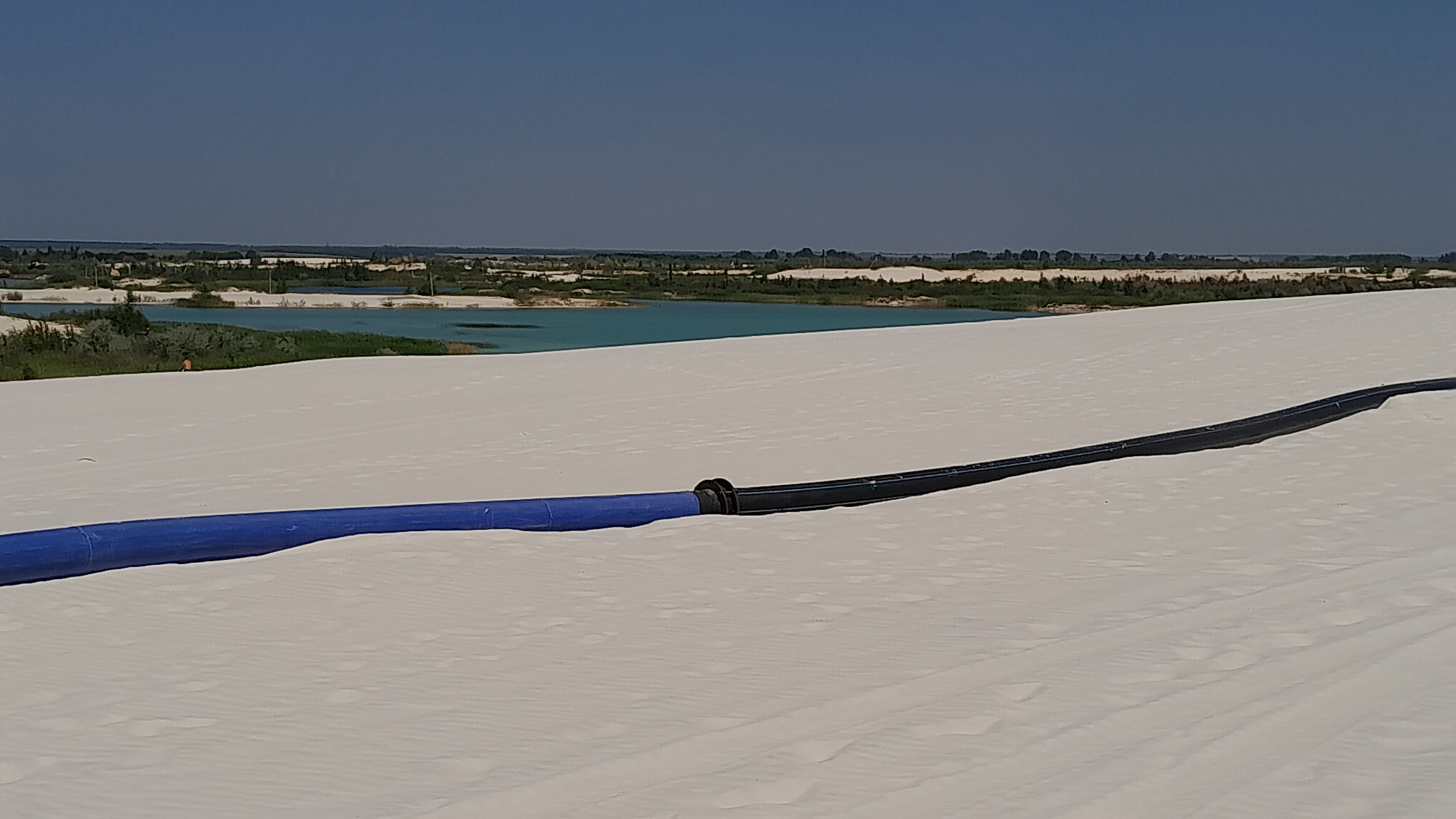
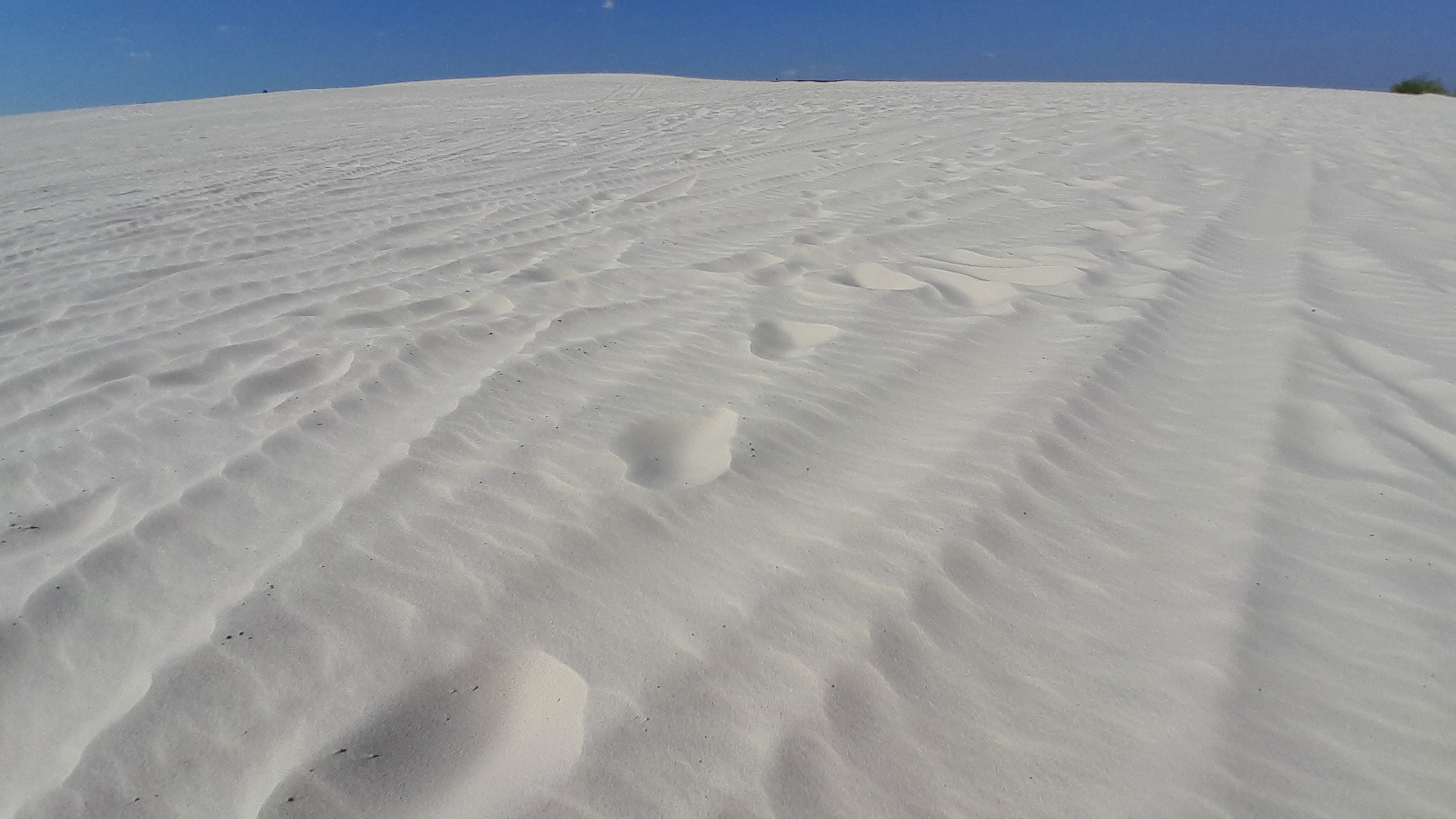

## Історія
Верхньодніпровський державний гірничо-металургійний комбінат заснований 1956 року для розробки відкритого і розвіданого в 1954-58 рр. родовища ільменітових пісків. Експлуатація родовища і виробництво ільменітового, рутилового та цирконового концентратів здійснюється з 1961 р.

## Характеристика родовища
Родовище представлене похованими прибережно-морськими розсипами в зоні зчленування Українського кристалічного щита та Дніпровсько-Донецької западини. Поклади неогенової доби, субгоризонтальні, субширотного простягання. Залягають на глиб. 1-50 м. Піски кварцові з домішкою глинистих мінералів, а також ільменіту, рутилу, лейкоксену, дистену, силіманіту, ставроліту, турмаліну, хроміту та ін.

## Технологія
Включає кар'єр, збагачувальну фабрику. Основне гірничотранспортне обладнання кар'єру: роторні екскаватори, мехлопати, великовантажні автосамоскиди; на відвалах — бульдозери, відвалоутворювачі; на виїмці к.к.–мехлопати, багаточерпаковий ланцюговий екскаватор. Збагачення руди гравітаційне (колективний концентрат) з подальшою електричною і магнітною сепарацією. Використання корисних копалин — комплексне.
Розробка ведеться відкритим способом — кар'єрним, з використанням роторного комплексу. Транспортування рудних пісків здійснюється стрічковими конвейерами і гідротранспортом; розкривних порід — конвейерами і автотранспортом. Збагачувальне виробництво в своєму складі має фабрику обезводнювання і збагачення, і саме збагачувальне виробництво, яке включає дезінтеграцію і знешламлювання, гравітаційне збагачення, сушку, розділення колективного концентрату з використанням електричних та магнітних методів збагачення. Реконструкція збагачувального виробництва в 1974-80 р.р. дозволила довести потужність підприємства до 200 тис. т на рік ільменітового к-ту. Основними продуктами збагачення комбінату є рутиловий (понад 95 % TiO2), ільменітовий (понад 63 % TiO2), цирконовий, ставролітовий, дистен-силіманітовий концентрати.